# Decemberstormen i Västeuropa 1981
Decemberstormen 1981 var en sträng storm i framför allt södra England, Wales och sydvästra Frankrike den 13 december 1981.
I England började det hela med våldsamma vindar och snö, som nådde Cornwall under morgonen. Före dess ankomst uppmättes ett antal rekordtemperaturer för december, med -25.2C at RAF Shawbury i Shropshire, -5.5C i Southampton, och i Wales uppmättes köldrekordet -22.7C i Corwen i Denbighshire.
På kvällen ledde tidvattnet, samt en 14,5 kilometer stormflod till de högsta vattennivåerna någonsin på Bristolkanalen sedan tidigt 1900-tal, och ledde till svåra översvämningar och skador för uppskattningsvis £6 miljoner längsmed Somersetkusten. Vatten från smältande snö, orsakat av mildare väder, orsakade översvämningar.
I Frankrike ledde stormen till stora översvämningar i sydväst, och orsakade svåra skador vid Garonnes och Adours avrinningsområden, och staden Bordeaux översvämmades.
MV Bonita, ett 8 000 ton tungt lastskepp från Ecuador under seglats från Hamburg till Panama, hamnade mitt i stormen ute på Engelska kanalen. 29 människor räddades från skeppet, 4 med helikopter tills stormen blev för stark för helikoptern att kunna flyga i. Kvarvarande besättning räddades i en livbåt från Guernsey, dock omkom 2 personer.

### Fotnoter
1. 1 2  Storm surge prediction in the Bristol Channel--the floods of 13 December 1981 R. Proctor, R.A. Flather, Continental Shelf Research, Volume 9, Issue 10, October 1989, Pages 889-918, ISSN 0278-4343, doi:10.1016/0278-4343(89)90064-2, läst 25 mars 2011
2. ↑  Philip Eden: Snowiest of 20th century- weatheronline.co.uk, läst 25 mars 2011
3. ↑  Weather forecasters predict -12 tonight in Hampshire Southern Daily Echo, published 2 december 2010, läst 25 mars 2011
4. ↑  ”CLIMATE CHANGE ON THE SEVERN ESTUARY Sea level”. Severn Estuary Parnership. Arkiverad från originalet den 16 maj 2011. https://web.archive.org/web/20110516221330/http://www.severnestuary.net/sep/partnership/docs/ClimateChangeReportCard2.pdf. Läst 8 februari 2012.
5. 1 2  1981 Storm in photos - December 13th 1981 Arkiverad 18 juli 2012 hämtat från the Wayback Machine. Burnham-On-Sea.com published 2006-12-13, Läst 25 mars 2011
6. ↑  Inondations généralisées sur le Sud-Ouest Météo-France, läst 25 mars 2011
7. ↑  ”Guernsey lifeboat's 1981 rescue of Bonita crew remembered”. BBC. http://www.bbc.co.uk/news/world-europe-guernsey-16141409. Läst 10 april 2012.
8. ↑  ”I felt urge to slide into sea to escape nightmare... these brave men gave me 30 more years”. The Sun. http://www.thesun.co.uk/sol/homepage/features/3992529/I-felt-urge-to-slide-into-sea-to-escape-nightmare-these-brave-men-gave-me-30-more-years.html. Läst 10 april 2012.